# Warren County, Pennsylvania
Warren County är ett administrativt område i delstaten Pennsylvania i USA, med 41 815 invånare. Den administrativa huvudorten (county seat) är Warren, som också är största stad.

## Politik
Warren County tenderar att rösta på republikanerna i politiska val.
Republikanernas kandidat har vunnit rösterna i countyt i samtliga presidentval sedan valet 1916 utom vid tre tillfällen: 1964, 1992 och 1996. I valet 2016 vann republikanernas kandidat med 67,7 procent av rösterna mot 27,9 för demokraternas kandidat.

## Geografi
Enligt United States Census Bureau har countyt en total area på 2 325 km². 2 288 km² av den arean är land och 37 km² är vatten.

### Angränsande countyn
- Chautauqua County, New York - nord
- Cattaraugus County, New York - nordost
- McKean County - öst
- Elk County - sydost
- Forest County - syd
- Venango County - sydväst
- Crawford County - väst
- Erie County - väst

### Orter
- Bear Lake
- Clarendon
- Sugar Grove
- Tidioute
- Warren (huvudort)
- Youngsville